# شهرستان رومانوفسکی (سرزمین آلتای)
شهرستان رومانوفسکی (به لاتین: Romanovsky District) یک منطقهٔ مسکونی در روسیه است که در سرزمین آلتای واقع شده‌است.